# أناند سينغ (سياسي)
أناند سينغ (بالإنجليزية: Anand Singh)‏ هو محامي وسياسي فيجي، ولد في 1948 في مومباي في الهند. حزبياً، نشط في حزب العمال في فيجي ‏. وقد انتخب عضو مجلس نواب فيجي.